# Adam Miłaszewski
Adam Aleksander Miłaszewski (h. Leszczyc, ps. „Leszczyc”, „Bróg”, ur. 11 grudnia 1827 w Bursztynie w Galicji, zm. 25 września 1893 w Krakowie) – polski aktor teatralny, dyrektor teatrów prowincjonalnych w Galicji.

## Życiorys
Był synem Piotra i Marii z Kropelnickich, bratem śpiewaka operowego Leopolda Miłaszewskiego, mężem aktorki Joanny Miłaszewskiej (z domu Kotowskiej).
Pracował w handlu na prowincji (m.in. w Brzeżanach). W 1848 wyjechał do Lwowa, gdzie został sekretarzem galicyjskiego polityka – księcia Karola Jabłonowskiego.
Zadebiutował w teatrze lwowskim 19 lipca 1850 w roli Leona (w Dożywociu). We Lwowie występował do 7 kwietnia 1854. Od 27 kwietnia 1854 do początku października tego roku grał i reżyserował w teatrze krakowskim, brał też udział w występach zespołu w Poznaniu i w miastach Galicji. 27 października 1854 zadebiutował w Warszawskich Teatrach Rządowych w roli Gustawa (Śluby panieńskie). Po udanym debiucie został zaangażowany i występował w Warszawie do 1 grudnia 1855. Od 8 kwietnia 1855 do końca czerwca 1856 należał ponownie do zespołu teatrze krakowskim, brał też udział w wyjeździe zespołu krakowskiego do Wiednia, gdzie podobno Heinrich Laube proponował mu przeniesienie się na tamtejszą scenę. 3 maja 1856 ożenił się z aktorką Joanną Kotowską.

### Teatry prowincjonalne
W 1856 (zapewne od 1 sierpnia) objął kierownictwo teatru w Żytomierzu i prowadził ten teatr do roku 1860 (w 1857-59 honorowym dyrektorem tej sceny był Józef Ignacy Kraszewski). W 1860 Miłaszewski opuścił Żytomierz i występował gościnnie m.in. w Mohylewie, Witebsku, Mińsku. Wyjechał następnie do Poznania, gdzie starał się zorganizować teatr polski. Od czerwca 1862 występował z zespołem m.in. w Przemyślu (czerwiec-lipiec 1862), Jarosławiu (lipiec), Stryju (lipiec-sierpień), Stanisławowie (wrzesień 1862-luty 1863), Samborze (od 15 marca), Sanoku (od 8 maja 1863). Dbał o poziom artystyczny, choreografię, stroje teatralne. Starał się angażować znanych i cenionych aktorów (m.in. Wincentego Rapackiego i Helenę Modrzejewską).
Od 1 października 1863 Miłaszewski objął dyrekcję teatru krakowskiego (do września 1865). Następnie dzięki poparciu ks. Karola Jabłonowskiego objął dyrekcję w teatrze lwowskim.
Latem 1864 roku zespół lwowski jego teatru występował w Czerniowcach, w kwietniu 1865 w Kętach, w lecie 1865 i 1867 w Lublinie. Teatr lwowski prowadził do roku 1872 (w okresie 10 kwietnia 1871 do 24 marca 1872 był także dyrektorem lwowskiego teatru niemieckiego).
Był energicznym antreprenerem (administratorem) o dużym doświadczeniu, umiał dbać o sprawy finansowe teatru. W obawie o wpływy zwalczał jednak szkołę dramatyczną założoną przez Towarzystwo Przyjaciół Sceny Polskiej we Lwowie. Gdy dobiegał końca sześcioletni kontrakt zawarty z Miłaszewskim rozwinięto przeciw niemu silną krytykę (m.in. Jan Lam i Jan Dobrzański z lwowskiej „Gazety Narodowej”). Pomimo tego, dzięki ponownemu poparciu księcia Jabłonowskiego, uzyskał znowu dzierżawę na sześć lat.
W roku 1872 po niepowodzeniach we Lwowie wyjechał do Warszawy, gdzie rozpoczął ponownie starania o otwarcie prywatnego teatru polskiego. W początku 1873 jeździł w tej sprawie do Petersburga, jednak nie uzyskał zgody władz rosyjskich. Zamieszkał następnie w Krakowie i pracował w Miejskiej Kasie Zaliczkowej.
W 1881 roku ponownie objął dyrekcję teatru lwowskiego (uzyskując kontrakt na sześć lat). Okres drugiej jego dyrekcji we Lwowie zakończył się jednak już po dwóch sezonach artystycznych – 17 marca 1883.
Mimo niezłego repertuaru i gościnnych występów Romany Popiel, Wincentego Rapackiego, Jana Królikowskiego, Bolesława Ładnowskiego i Józefa Rychtera, a nawet Sarah Bernhardt (18 i 19 listopada 1881 roku) zainteresowanie lwowskiej publiczności było nikłe. W związku z tym ostatecznie zrezygnował z prowadzenia lwowskiej sceny teatralnej. Starał się jeszcze wprawdzie o prowadzenie teatru w roku 1886, ale bez powodzenia.
Jako aktor, dzięki korzystnym warunkom zewnętrznym, grywał przede wszystkim w młodości role amantów i bohaterów, później także role dramatyczne: Karola (Zbójcy), Hetmana (Horsztyński), Antosia Rewizorczuka (Karpaccy górale), Bardosa (Krakowiacy i Górale).
W roku 1886 osiadł w Krakowie, gdzie pracował jako urzędnik Kasy Oszczędności. Brał czynny udział w działalności kilku krakowskich stowarzyszeń, m.in. w Towarzystwie Strzeleckim „Sokół” i Bractwie Kurkowym. Przez pewien czas zasiadał w krakowskiej Radzie Miejskiej. Zmarł w Krakowie. Jest pochowany na cmentarzu Rakowickim (kwatera QW

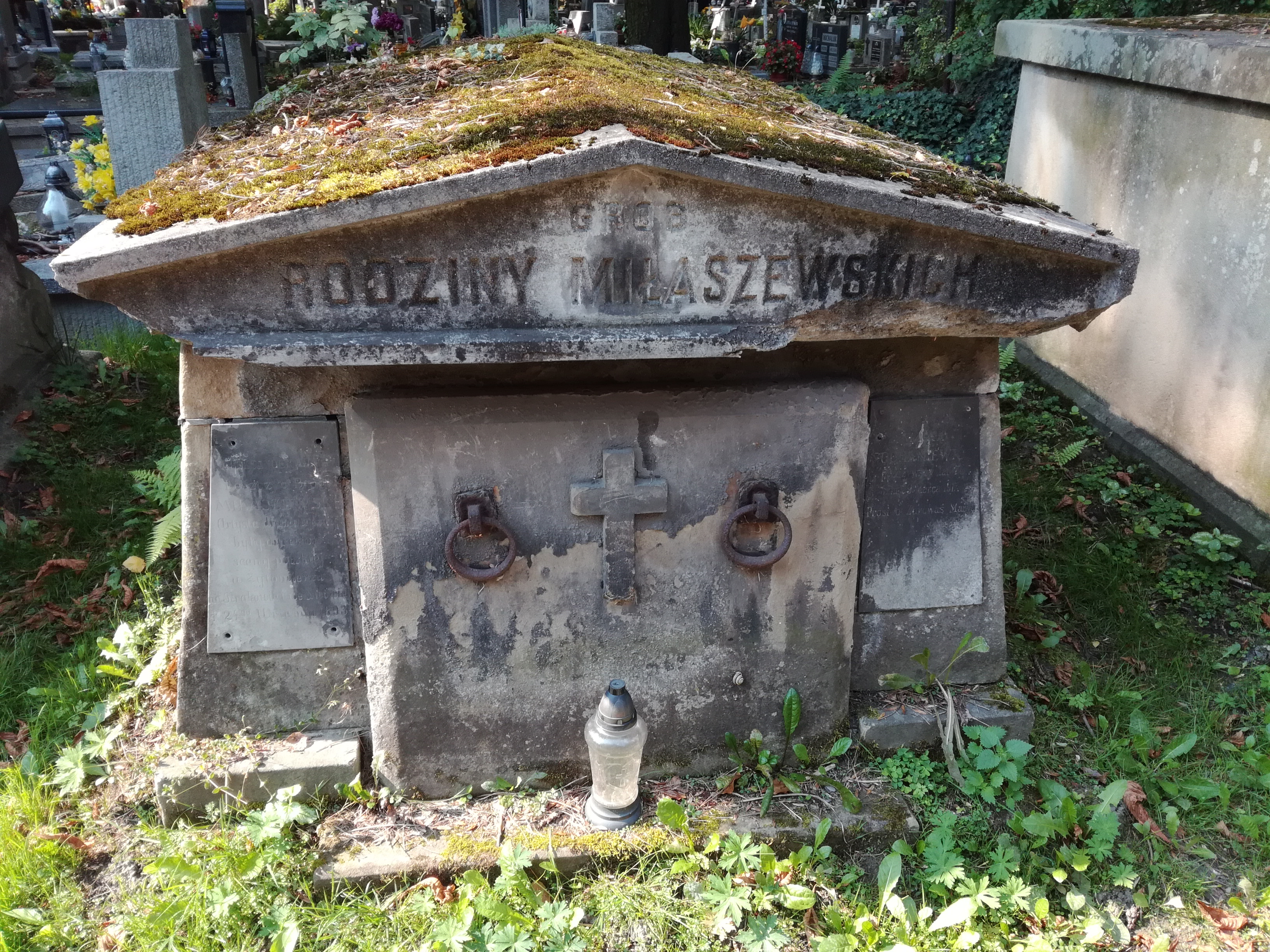
Grób Adama Miłaszewskiego na cmentarzu Rakowickim

.